# Sexify (телесеріал)
«Sexify» (стилізовано як «Sex!fy») — польський комедійний телевізійний серіал, що висвітлює тему сексу, режисерів Калини Алабрудзінської та Пйотра Домалевського із Сандрою Джимальською, Александрою Скрабою та Марією Собочинською в головних ролях.
Перший сезон «Sexify» складався з восьми епізодів, прем'єра якого відбулася на стрімінговому сервісі Netflix 29 квітня 2021 року. Другий сезон серіалу вийшов 11 січня 2023 року.

## Синопсис
Щоб розробити додаток для сексу й перемогти в конкурсі комп'ютерних технологій, недосвідчена студентка разом із подругами поринають у заплутаний світ інтимних стосунків.

## Акторський склад
- Александра Скраба — Наталя Думала
- Марія Собоцінська — Поліна Маліновська
- Сандра Джимальська — Моніка Новіцька
- Малґожата Форемніяк — Джоанна Новіцька
- Цезарій Пазура — Марек Новіцький
- Збіґнєв Замаховський — декан Кшиштоф Машляк
- Бартош Ґелнер — Конрад
- Пйотр Пацек — Маріуш
- Ян Вєтеська — Адам
- Себастьян Станкєвич — Джабба
- Каміль Водка — Рафал Палух
- Едита Торгань — мати Наталі
- Маґдалена Ґранзьовська — Ліліт
- Войцех Солаж — Криницький
- Ізабела Куна — Малґожата Дебська
- Добромир Димецький — Макс Олексіяк

## Український дубляж
Серіал дубльовано студією «Le Doyen» на замовлення компанії Netflix у 2021—2023 роках.
- Перекладачка — Оксана Янчук
- Режисерка дубляжу — Ольга Фокіна
- Менеджер проєкту — Ярослав Сидоренко
- Звукооператор — Євген Ярошенко
- Спеціаліст зі зведення звуку — Олег Кульчицький

Ролі дублювали:
- Анастасія Павленко — Наталя
- Вікторія Бакун — Моніка
- Анна Павленко — Поліна
- Євгеній Лісничий — Маріуш
- Володимир Гурін — Рафал Палух
- Олег Лепенець — Марек
- Михайло Тишин — Криницький
- Ярослав Сидоренко — Адам
- Олександр Погребняк — Конрад
- Марія Кокшайкіна — мама Поліни
- Наталія Романько — мама Наталі
- Сергій Солопай — тато Маріуша
- Артем Мартинішин — Джабба
- Олександр Чернов — Ґжесь
- Юлія Шаповал — Ліліт
- Дмитро Вікулов — декан
- Ольга Радчук — консьєржка
- Додаткові ролі дублювали наступні актори та акторки: Дар'я Якушева, Станіслав Мельник, Дмитро Сова, Майя Ведернікова, Олег Грищенко, Ксенія Нікішина, Альона Якименко та Роман Солошенко.

## Епізоди
| Сезон | Епізоди | Епізоди | Оригінальний випуск | Оригінальний випуск |
| ----- | ------- | ------- | ------------------- | ------------------- |
| 1     | 8       | 8       | 28 квітня 2021      | 28 квітня 2021      |
| 2     | 8       | 8       | 11 січня 2023       | 11 січня 2023       |

## Огляди
Телесеріал «Sexify» називають «польською відповіддю на „Сексуальну освіту“», британський серіал Netflix, завдяки тому, як він розкриває тему сексуальності в освітньому середовищі. Англомовні ЗМІ характеризують серіал як міжнародний успіх, адже він увійшов до 10 найпопулярніших на Netflix у 80 країнах світу.